# Aslonnes
Aslonnes település Franciaországban, Vienne megyében. Lakosainak száma 1130 fő (2022. január 1.). Aslonnes Château-Larcher, Gizay, Iteuil, Marnay, Roches-Prémarie-Andillé, La Villedieu-du-Clain és Vivonne községekkel határos.

## Népesség
A település népességének változása:
| Lakosok száma | 1062 | 1096 | 1126 | 1109 | 1114 | 1119 | 1115 | 1115 | 1130 |
|               | 2013 | 2015 | 2016 | 2017 | 2018 | 2019 | 2020 | 2021 | 2022 |